# Tabanus pallidipes
Tabanus pallidipes är en tvåvingeart som beskrevs av Austen 1920. Tabanus pallidipes ingår i släktet Tabanus och familjen bromsar. Inga underarter finns listade i Catalogue of Life.